# Grudzice (gromada)
Grudzice – dawna gromada, czyli najmniejsza jednostka podziału terytorialnego Polskiej Rzeczypospolitej Ludowej w latach 1954–1972.
Gromady, z gromadzkimi radami narodowymi (GRN) jako organami władzy najniższego stopnia na wsi, funkcjonowały od reformy reorganizującej administrację wiejską przeprowadzonej jesienią 1954 do momentu ich zniesienia z dniem 1 stycznia 1973, tym samym wypierając organizację gminną w latach 1954–1972.
Gromadę Grudzice z siedzibą GRN w Grudzicach (obecnie w granicach Opola) utworzono – jako jedną z 8759 gromad na obszarze Polski – w powiecie opolskim w woj. opolskim, na mocy uchwały nr VII/26/54 WRN w Opolu z dnia 4 października 1954. W skład jednostki wszedł obszar dotychczasowej gromady Grudzice oraz część przysiółka Kopaliny (ulice gen. Koniewa i Gosławicka, po prawej stronie toru kolejowego linii Opole–Fosowskie, od ul. gen. Koniewa do granicy lasów państwowych; łącznie 10 budynków z 58 mieszkańcami) z dotychczasowej gromady Nowa Wieś Królewska ze zniesionej gminy Nowa Wieś Królewska w tymże powiecie. Dla gromady ustalono 19 członków gromadzkiej rady narodowej.
31 grudnia 1959 do gromady Grudzice włączono wieś Malina ze zniesionej gromady Malina w tymże powiecie.
Gromada przetrwała do końca 1972 roku, czyli do kolejnej reformy gminnej.